# Třída Draken
Třída Draken byla třída dieselelektrických ponorek švédského námořnictva. Tvořilo ji celkem šest jednotek, které byly ve službě v letech 1961–1989. Ponorka Nordkaparen byla po vyřazení zachována jako muzejní loď. Je vystavena v areálu námořního muzea Maritiman v Göteborgu. Jsou to vůbec nejdelší postavené švédské ponorky.

## Stavba
Ponorky zkonstruovala švédská loděnice Kockums v Malmö. Jejich stavba byla schválena v letech 1956–1957. Celkem bylo postaveno šest jednotek této třídy. Čtyři postavila loděnice Kockums a dvě loděnice Karlskronavartet v  Karlskroně. Do služby vstoupily v letech 1961–1962.
Jednotky třídy Draken:
| Jméno             | Loděnice         | Založení kýlu | Spuštěna        | Vstup do služby    | Osud                        |
| ----------------- | ---------------- | ------------- | --------------- | ------------------ | --------------------------- |
| Draken (Dra)      | Kockums          | 1957          | 1. dubna 1960   | 4. dubna 1962      | Vyřazena 1981.              |
| Gripen (Gri)      | Karlskronavartet | 1958          | 31. května 1960 | 28. dubna 1962     | Vyřazena 1981.              |
| Vargen (Var)      | Kockums          | 1958          | 20. května 1960 | 15. listopadu 1961 | Vyřazena 1989.              |
| Delfinen (Del)    | Karlskronavartet | 1958          | 7. března 1961  | 7. června 1962     | Vyřazena 1989.              |
| Nordkaparen (Nor) | Kockums          | 1959          | 8. března 1961  | 4. dubna 1962      | Vyřazena 1988, muzejní loď. |
| Springaren (Spr)  | Kockums          | 1960          | 31. srpna 1961  | 7. listopadu 1962  | Vyřazena 1987.              |

## Konstrukce

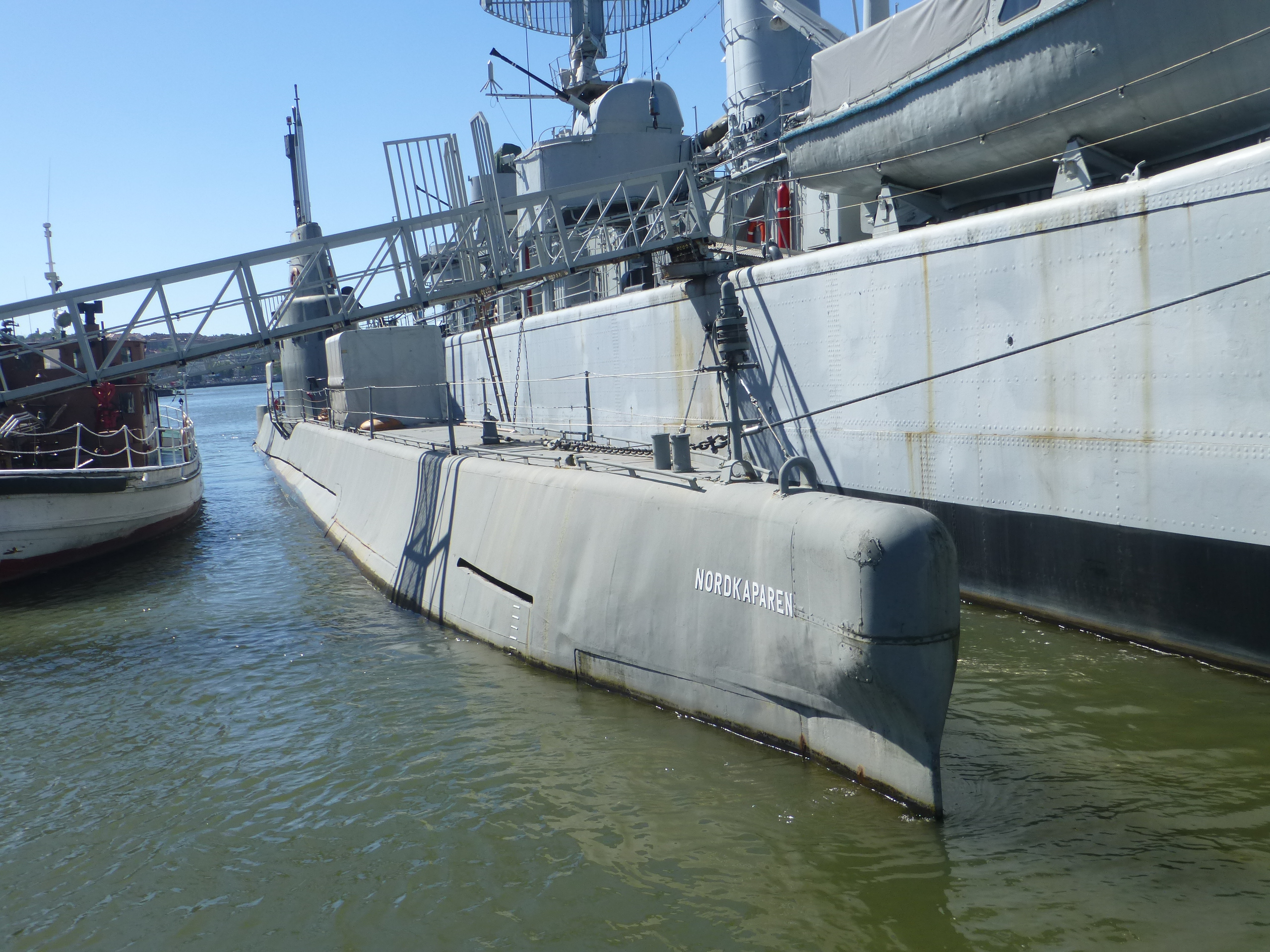
Nordkaparen (Nor)

Jednalo se o vylepšení předcházející třídy Hajen. Lišily se vylepšeným tvarem trupu, pohonným systémem s jedním lodním šroubem, kormidly uspořádnými do tvaru X a o čtyři kusy zvětšenou zásobou torpéd. Od roku 1970 byly vybaveny radarem PS819. Výzbroj tvořily čtyři torpédomety ráže 533 mm pro které bylo neseno celkem 12 torpéd. Rezervní torpéda byla uložena v otočném revolverovém zásobníku. Alternativně mohly být neseny námořní miny. Pohonný systém tvořily dva diesely Pielstick o výkonu 1600 hp a dva elektromotory ASEA o výkonu 2280 hp, pohánějící jeden pětilistý lodní šroub. Záďová kormidla byla uspořádána do tvaru kříže. Nejvyšší rychlost dosahovala 17 uzlů na hladině a 22 uzlů pod hladinou. Operační hloubka ponoru byla 150 metrů.